# John Morris (acteur)
Pour les articles homonymes, voir John Morris et Morris.
John Charles Morris (né le 2 octobre 1984) est un acteur et doubleur américain. Il est surtout connu pour son rôle d'Andy Davis dans la saga Toy Story. Il habite actuellement (2010) à San Francisco et est diplômé de l'Université de Californie.

## Filmographie
| Année | Film                            | Rôle               |
| ----- | ------------------------------- | ------------------ |
| 1991  | The Little Engine That Could    | Eric               |
| 1993  | L'Étrange Noël de monsieur Jack | Voix additionnelle |
| 1995  | Toy Story                       | Andy Davis         |
| 1997  | Lego Island                     | Pepper             |
| 1999  | Toy Story 2                     | Andy Davis         |
| 2010  | Toy Story 3                     | Andy Davis         |
| 2010  | Jack's Back                     |                    |